# Cockta
Cockta je bezalkoholno gazirano piće iz Slovenije.
Glavni joj je sastojak plod divlje ruže divlji šipak. Ostali sastojci su 11 različitih ljekovitih trava, limun i naranča. Ne sadrži ni kofein, ni ortofosfornu kiselinu.

## Povijest

### Podrijetlo
Priča o Cockti započinje u ranim 1950-im. Naime, tada je vodstvo tvrtke Slovenijavino došlo na zamisao stvaranja jedinstvenog osvježavajućeg slovenskog pića koje bi moglo konkurirati sličnim pićima iz inozemstva. Diplomirani inženjer kemije Emerik Zelinka, zaposlenik istraživačkog laboratorija tvrtke Slovenijavino, te otac Cockte stvorio je osvježavajuće piće koristeći lokalno ljekovito bilje, dok ga je u isto vrijeme stvorio jedinstvenim, umjesto da pokušava kopirati slična inozemna pića.
Zelinka i njegova ekipa su bili uspješni, te je Cockta rođena s novim, definiranim okusom koji proizlazi iz mješavine jedanaest različitih ljekovitih biljaka. Među njima je i divlji šipak – plod koji utječe na njezinu poznatu i karakterističnu aromu – koji se do tada koristio samo za vrijeme obične prehlade za pravljenje čaja od šipka.

### Uspon popularnosti
Razvoj i promocija novog Cockta proizvoda bio je jedan od prvih projekata baziranih na tržištu u tim danima. Marketinška kampanja je pažljivo pripremljena: dovedeni su dizajneri, uključujući neke studente arhitekture, koji su dizajnirali korporativni imidž koristeći skromni izbor tipografije koju su imali na raspolaganju. Također su morali dizajnirati originalnu karakterističnu bocu baziranu na suvremenom dizajnu pivske boce, te na kraju, kartonsko pakiranje i dostavna vozila.
Mnogi stariji Slovenci će se još uvijek sjećati plakata koji su pomeli cijelu zemlju kao dio marketinške kampanje: na njima je bila istaknuta prekrasna mlada žena s kosom svezanom u rep i plavim očima kako u svojim rukama drži bocu tajanstvenog novog pića. Prvo slovensko osvježavajuće piće vrhunske kvalitete, te njezin vrhunski korporativni imidž su predstavljeni javnosti po prvi put u ožujku 1953. na tradicionalnom međunarodnom natjecanju u skijaškim skokovima u Planici. Od tada Planica i Cockta idu ruku pod ruku, te su povezane jedna s drugom više od pedeset godina.
U godinama koje su slijedile Cockta je postala piće za mlade i ne-tako-mlade generacije, za sve koji cijene zdravi stil života. Prve godine proizvodnje četiri milijuna boca Cockte su prodani samo u Sloveniji, dok je deset godina kasnije prodaja skočila na 71 milijun. Iz Slovenije, Cockta se proširila na duga tržišta SFRJ, gdje su ustanovljene tvornice s dozvolama za punjenje boca.

### Novi život
2000. je marku Cockta kupila prehrambena tvrtka Kolinska, koja je danas poznata kao Droga Kolinska d.d. U posljednje vrijeme je povezana sa stripovima o njoj sa svojih službenih stranica, koji su prikazani na TV-u kao reklame, u novinama, pa čak i u kinima.
2006. godine, Cockta je sponzorirala Svjetsko prvenstvo MaxCard, koje se održalo u Ljubljani.
30. lipnja 2010. je Drogu Kolinsku d.d. i njenu robnu marku Cockta kupila Atlantic Grupa d.d. iz Hrvatske.

## Slogani
- 1980. - Pijača naše in vaše mladosti (Piće naše i vaše mladosti)
- 1983. - Še vedno najboljša (Još uvijek najbolja)
- 2001. - Prve ne pozabiš nikoli (Prvu nikada ne zaboraviš)
- 2002. - Cockte pogrešam (Nedostaje mi Cockta)
- 2005. - Ješ MaxCards, Spiš MaxCards, Piješ Cockto! (Jedeš MaxCards, Spavaš MaxCards, Piješ Cocktu!)
- Brez kofeina - brez kisline - brez heca! (Bez kofeina - bez kiseline - bez šale!)

## Vanjske poveznice
- Službena stanica Cockte
- Opis Cockte i njezine povijesti